# Championnat de Grenade de football 2014
Navigation
Saison précédente Saison suivante
La saison 2014 du Championnat de Grenade de football est la quarante-troisième édition de la Premier Division, le championnat national à la Grenade. Les dix équipes engagées sont regroupées au sein d'une poule unique où elles s'affrontent à deux reprises. En fin de saison, les trois derniers du classement sont relégués et remplacés par les trois meilleures formations de First Division.
C'est l'ASOMS Paradise qui remporte la compétition cette saison après avoir terminé en tête du classement final, avec dix points d'avance sur Carib Hurricanes FC et quatorze sur Grenada Boys Secondary School FC. C'est le quatrième titre de champion de Grenade de l'histoire du club.

## Les clubs participants
- Carib Hurricanes FC
- ASOMS Paradise
- Hard Rock FC
- Queens Park Rangers
- Fontenoy United
- Happy Hill FC
- Mount Rich FC - Promu de First Division
- Five Stars FC
- Grenada Boys Secondary School FC
- St. John's Sports - Promu de First Division

## Compétition
Le barème de points servant à établir le classement se décompose ainsi :
- Victoire : 3 points
- Match nul : 1 point
- Défaite : 0 point

### Classement
| Rang | Équipe                           | Pts | J  | G  | N | P  | Bp | Bc | Diff |
| ---- | -------------------------------- | --- | -- | -- | - | -- | -- | -- | ---- |
| 1    | ASOMS Paradise                   | 43  | 18 | 14 | 1 | 3  | 49 | 15 | +34  |
| 2    | Carib Hurricanes FCC             | 33  | 18 | 9  | 6 | 3  | 25 | 19 | +6   |
| 3    | Grenada Boys Secondary School FC | 29  | 18 | 9  | 2 | 7  | 28 | 23 | +5   |
| 4    | Hard Rock FCT                    | 27  | 18 | 8  | 3 | 7  | 29 | 21 | +8   |
| 5    | Queens Park Rangers              | 26  | 18 | 8  | 2 | 8  | 31 | 29 | +2   |
| 6    | St. John's SportsP               | 26  | 18 | 8  | 2 | 8  | 29 | 33 | -4   |
| 7    | Fontenoy United                  | 25  | 18 | 8  | 1 | 9  | 23 | 29 | -6   |
| 8    | Mount Rich FCP                   | 24  | 18 | 7  | 3 | 8  | 30 | 34 | -4   |
| 9    | Happy Hill FC                    | 22  | 18 | 6  | 4 | 8  | 20 | 19 | +1   |
| 10   | Five Stars FC                    | 2   | 18 | 0  | 2 | 16 | 18 | 60 | -42  |

|  | Champion de Grenade 2014                                                             |
|  | Relégation en First Division                                                         |
|  | T : Tenant du titre C : Vainqueur de la Coupe de Grenade P : Promu de First Division |

## Bilan de la saison
| Championnat de Grenade de football 2014 |                           |
| Champion                                | ASOMS Paradise (4e titre) |
| Coupes et trophées                      |                           |
| Vainqueur de la Coupe de Grenade 2014   | Carib Hurricanes FC       |
| Qualifications continentales            |                           |
| CFU Club Championship 2015              | Aucun                     |
| Promotions et relégations               |                           |
| Promus en Premier Division              | Chantimelle FC            |
| Promus en Premier Division              | Boca Juniors              |
| Promus en Premier Division              | New Hampshire United      |
| Relégués en First Division              | Mount Rich FC             |
| Relégués en First Division              | Happy Hill FC             |
| Relégués en First Division              | Five Stars FC             |